# Lutjanus monostigma
Lutjanus monostigma es una especie de peces de la familia Lutjanidae en el orden de los Perciformes.

## Morfología
Los machos pueden llegar alcanzar los 60 cm de longitud total.

## Hábitat
Es un pez de mar de clima tropical y asociado a los  arrecifes de coral que vive entre 1-60 m de profundidad.

## Distribución geográfica
Se encuentra desde el África Oriental hasta las Islas Marquesas, las Islas de la Línea, las Islas Ryukyu  y Australia.